# テニスの王子様SWEAT & TEARS 2
テニスの王子様SWEAT & TEARS 2（テニスのおうじさま スウェット アンド ティアーズ ツー）は、2003年9月25日にコナミより発売されたPlayStation 2用ソフト。
漫画『テニスの王子様』のゲーム化作品のひとつで、『テニスの王子様SWEAT & TEARS』の続編作品。
この記事では、続編である『テニスの王子様 RUSH & DREAM!』についても記述する。

## 前作からの変更点
- プレイヤーキャラクター（男子・女子主人公）の変更。女子主人公の場合にのみ、ストーリーに恋愛要素が含まれるようになった。
- 原作主人公・リョーマと、プレイヤーキャラクター（主人公）の繋がり。
- 登場校・キャラクターの増加。ただし、前作の全国大会の相手であった、黒鳳学院は今作では登場しなくなった。
- 必殺技に前衛技が加わった（前作はサーブ技と後衛技のみであった）。

## ゲームシステム
プレイヤーは始めに1週間のスケジュールを立てる。スケジュールメニューには部活の他、料理・勉強・身だしなみ、休息があり、状況に応じて臨機応変に対応していくことが求められる。
なお、疲れを溜めすぎると体調を崩してしまい、風邪が治るまで何も出来なくなることもある（場合によっては1週間以上かかることも）。
キャラクターとの親密度は、休日にテニスに誘う（ちなみに、今作は3つ選べるコートがあり、その場所によって誘いやすいキャラクター、誘いにくいキャラクターが居る。たとえ断られても親密度が少し上がる）、プレゼントを贈る等することで変わっていく。この親密度は朋香に電話をかけると、グラフにして教えてくれる。
また、今作からは前作にはなかった他の学校に転入することが出来る（特定のキャラクターとのエンディングの演出上でのことであり、実際にはゲーム中での転校は不可能）。

## 部活・学生生活・その他メニュー
基本的に部活・学生生活ではボタンをタイミングよく押すことでクリアになる。
部活の練習メニューにはイベント発生後に追加されるものもある。
また、「イメトレ」では様々な練習が出来るがステータスには一切追加されない。
休日には電話をかけて、知っているキャラクターをテニスの練習に誘うことが出来る。今作では3つのコートが選べ、それぞれに「誘いやすい学校（キャラクター）」、「誘いにくい学校（キャラクター）」がある。選択できるコートは以下の通りであり、選択したコートによって都大会で当たる対戦校が変化する仕様となっている。
- 河川敷のコート - 不動峰が練習しているコート。
- 自由の森テニススクール - 聖ルドルフが練習をしているコート。
- 希望が丘テニスクラブ - このコートでは原作者、許斐剛をモデルにした「許斐コーチ」が練習の相手をしてくれる。

その他、休日には外出することも出来る。店では自分のステータスを上げるものが売られており、帰る際には様々なキャラクターに出会うこともある。

## テニスの王子様 RUSH & DREAM!
テニスの王子様 RUSH & DREAM!（テニスのおうじさま ラッシュ アンド ドリーム）は2004年12月9日にコナミより発売されたPlayStation 2用ソフト。
前作までの2本とは違い、ゲームのジャンルがドリームシミュレーションになっている。

### 前作からの変更点
- プレイヤーキャラクターが女子主人公のみしか選択できなくなった。それに伴い、恋愛要素が強い内容となり、また他校の女子キャラクターとのイベントも起こるようになった。
- ゲーム開始時点で、2人のキャラを攻略し、前衛・後衛技を習得した状態でSTARTすることが可能になった。
- 登場校・キャラクターの増加。